# Resistencia Civil Pacífica
Resistencia Civil Pacífica fue la denominación del conjunto de acciones llevadas a cabo por aquellos ciudadanos mexicanos afines al excandidato presidencial ahora presidente Andrés Manuel López Obrador, miembro del Partido de la Revolución Democrática y proclamado Presidente Legítimo de México a raíz de las reñidas elecciones presidenciales de 2006 en que fue declarado ganador de ellas Felipe de Jesús Calderón Hinojosa, candidato por el Partido Acción Nacional, por un escaso margen de diferencia. 
Los partidarios de López Obrador que militan en la por ellos mismos denominada Resistencia Civil Pacífica consideran que el triunfo de Felipe Calderón se debe a un fraude electoral maquinado por grupos conservadores mexicanos afines a la política exterior estadounidense, en contra del proyecto nacionalista del excandidato López Obrador. La finalidad de este movimiento, al momento de conocerse los resultados electorales, era impedir: 
- La imposición en la Presidencia de la República de Felipe de Jesús Calderón Hinojosa.
- Las reformas legislativas propuestas por Calderón Hinojosa y que suponen contrarias a la Constitución Política de los Estados Unidos Mexicanos.